# 障がい者政策推進議員連盟
障がい者政策推進議員連盟（しょうがいしゃせいさくすいしんぎいんれんめい）は、旧民主党に設置された議員連盟。2006年11月に設立。

## 設立の経緯
2005年10月に成立した障害者自立支援法が1周年を迎え、応益負担や、障害程度区分認定などで障害者の生活が悪化したことを解消するために調査研究、及び必要とされる運動に取り組む事を目的に設立された。

## 発起人
- 菅直人
- 原口一博
- 山井和則
- 小宮山泰子
- 黒岩宇洋

## 役員
- 顧問：菅直人
- 会長 ：（空席）
- 会長代理： （空席）
- 副会長：原口一博
- 幹事長 ：（空席）
- 副幹事長 ：（空席）
- 幹事：山井和則、黒岩宇洋
- 事務局長：小宮山泰子
- アドバイザー：金政玉

## 所属議員

### 衆議院
- 枝野幸男
- 逢坂誠二
- 玄葉光一郎
- 階猛
- 寺田学
- 松木謙公

### 参議院
- 田名部匡代

## 所属していた議員一覧
- 朝日俊弘（発起人・副会長、2007年に引退）
- 金田誠一（2009年に引退）
- 鳩山由紀夫（発起人・顧問、2012年に引退）
- 三井辨雄（発起人・会長代理、2012年に落選）
- 園田康博（発起人・幹事長、2012年に落選）
- 仙谷由人（発起人・顧問、2012年に落選）
- 谷博之（発起人・会長、2013年に落選）
- 岡崎トミ子（2013年に落選）
- 吉田泉（2017年に落選）
- 郡和子（発起人・副幹事長、2017年に議員辞職）
- 川端達夫（発起人・顧問、2017年に引退）
- 大畠章宏（2017年に引退）
- 太田和美（2017年に落選）
- 佐々木隆博（2017年に引退）